# Simone Elkeles
Œuvres principales
- Série Paradise
- Série Irrésistible
- Série Attirance

Simone Elkeles, née le 24 avril 1970 à Chicago en Illinois, est un écrivain américain, auteur de romans et de nouvelles.

## Biographie
Simone Elkeles est née à Chicago, en Illinois, le 24 avril 1970. Sa famille a déménagé à Glenview dans l'Illinois, puis à Deerfield, toujours dans l'Illinois. Elle fréquente l'université Purdue et obtient un baccalauréat ès sciences en psychologie. Elle obtient sa maîtrise ès sciences en relations industrielles de l'université de Chicago.
Simone commence à écrire en l'an 2000 et en 2005, un éditeur édite son premier roman. Son premier éditeur a édité ses trois premiers livres. Kristin Nelson est son nouvel agent.

## Romans

### SérieHow to Ruin
1. (en) How to Ruin a Summer Vacation, 2006
2. (en) How to Ruin My Teenage Life, 2007
3. (en) How to Ruin Your Boyfriend's Reputation, 2009
4. (en) Ruined, 2010

### SérieParadise
1. Paradise, La Martinière jeunesse, 2012 ((en) Leaving Paradise, 2007)
2. Retour à Paradise, La Martinière jeunesse, 2013 ((en) Return to Paradise, 2010)

### SérieIrrésistible
1. Irrésistible Alchimie, La Martinière jeunesse, 2011 ((en) Perfect Chemistry, 2008)
2. Irrésistible Attraction, La Martinière jeunesse, 2011 ((en) Rules of Attraction, 2010)
3. Irrésistible Fusion, La Martinière jeunesse, 2012 ((en) Chain Reaction, 2011)

### SérieAttirance
1. Attirance et Confusion, La Martinière jeunesse, 2014 ((en) Wild Cards, 2013)
2. Attirance et Indécision, La Martinière jeunesse, 2015 ((en) Wild Crush, 2013)